# Alejandro Moral Anton
 (mai 2025).
Si vous disposez d'ouvrages ou d'articles de référence ou si vous connaissez des sites web de qualité traitant du thème abordé ici, merci de compléter l'article en donnant les références utiles à sa vérifiabilité et en les liant à la section « Notes et références ».
Alejandro Moral Antón, né le 1er juin 1955 à La Vid y Barrios est un prêtre espagnol de l'Église catholique, membre de l'Ordre de Saint-Augustin, et depuis 2013, prieur général de l'Ordre.

## Biographie
Il entre au noviciat en 1972 et prononce ses premiers vœux religieux en 1973. Il est ordonné prêtre le 20 juin 1981. À partir de 1995, il exerce la charge de provincial en Espagne, puis, à partir de 2004, celle de procureur général de l'ordre. Le 4 septembre 2013, il est élu prieur général de l'Ordre de Saint-Augustin par le Chapitre général.